# Àgape
Àgape és un concepte de la Bíblia (difícil de trobar a la literatura grega) que a diferència dels termes similars (filótês, érõs) ens indica l'amor pur de Déu, la seva donació gratuïta (per gràcia) a l'home. Al judaisme rabínic, àgape -que anteriorment tenia també connotacions de relació sexual i/o sanguínia- defineix exclusivament la relació entre Déu i l'home. Posteriorment en els texts cristians indica tot el contingut de la fe, Déu és pur amor, total donació que provoca a l'home creient la mateixa resposta.
Popularment, el terme àgape és utilitzat com un àpat entre amics. Els antics cristians consideraven el moment de la comunió una àgape, el moment màxim d'amor en què el cos i la sang de Déu és consumit per la comunitat de creients.
Una manera de pregar popular ve d'aquest terme, prenent les seves lletres com a guia:
- A = adoració: es comença l'oració adorant Déu a través d'una fórmula típica (Pare Nostre, Ave Maria…)
- G = gràcies: s'agraeix un do diví, un esdeveniment profitós, l'ajuda rebuda...
- A = amor: conversa espontània amb la divinitat
- P = perdó: es demana l'absolució pels pecats comesos
- E = esperança: conjunt de peticions justes per cloure el dia